# Championnats d'Europe de gymnastique rythmique 2021
Navigation
Kiev 2020 Tel Aviv 2022
Les 37es championnats d'Europe de gymnastique rythmique ont lieu au Palais de la Culture et des Sports de Varna, en Bulgarie, du 9 au 13 juin 2021. La compétition est qualificative pour les Jeux olympiques de Tokyo.

## Médaillées
| Épreuve                     | Or | Argent | Bronze |
| --------------------------- | --- | --- | --- |
| Seniors                     | | | |
| Équipes                     | Russie Dina Averina Arina Averina Lala Kramarenko Anastasia Bliznyuk Anastasiia Maksimova Angelina Shkatova Anastasiia Tatareva Karina Metelkova Olga Karaseva | Biélorussie Alina Harnasko Anastasiia Salos Arina Tsitsilina Hanna Haidukevich Anastasiya Malakanava Anastasiya Rybakova Hanna Shvaiba Karyna Yarmolenka | Israël Linoy Ashram Nicol Zelikman Karin Vexman Yuliana Telegina Yana Kramarenko Ofir Dayan Natalie Raits                 |
| Finales senior              | | | |
| Concours général individuel | Arina Averina (RUS) | Boryana Kaleyn (BUL) | Dina Averina (RUS) |
| Cerceau                     | Dina Averina (RUS) | Linoy Ashram (ISR) | Anastasiia Salos (BLR) |
| Ballon                      | Dina Averina (RUS) | Linoy Ashram (ISR) | Alina Harnasko (BLR) |
| Massues                     | Linoy Ashram (ISR) | Dina Averina (RUS) | Anastasiia Salos (BLR) |
| Ruban                       | Dina Averina (RUS) | Alina Harnasko (BLR) | Arina Averina (RUS) |
| Finales en groupe senior    | | | |
| Concours général en groupe  | Russie Anastasia Bliznyuk Olga Karaseva Anastasiia Maksimova Angelina Shkatova Anastasiia Tatareva Karina Metelkova                                            | Italie Alessia Maurelli Martina Centofanti Agnese Duranti Martina Santandrea Daniela Mogurean                                                            | Israël Yana Kramarenko Yuliana Telegina Karin Vexman Ofir Dayan Natalie Raits                                             |
| 5 ballons                   | Bulgarie Simona Dyankova Laura Traets Madlen Radukanova Stephany Kiryakova Erika Zafirova                                                                      | Russie Anastasia Bliznyuk Olga Karaseva Anastasiia Maksimova Angelina Shkatova Anastasiia Tatareva Karina Metelkova                                      | Israël Yana Kramarenko Yuliana Telegina Karin Vexman Ofir Dayan Natalie Raits                                             |
| 3 cerceaux + 4 massues      | Israël Yana Kramarenko Yuliana Telegina Karin Vexman Ofir Dayan Natalie Raits                                                                                  | Bulgarie Simona Dyankova Laura Traets Madlen Radukanova Stephany Kiryakova Erika Zafirova                                                                | Italie Alessia Maurelli Martina Centofanti Agnese Duranti Martina Santandrea Daniela Mogurean                             |
| Finales en groupe junior    | | | |
| Concours général en groupe  | Russie Milena An Mariia Fedorovtseva Anna Grosh Sofiia Iakovleva Nonna Nianina Elizaveta Tataeva                                                               | Bulgarie Kristiana Doycheva Kamelia Petrova Suzan Pouladian Maria Stamenova Gergana Trendafilova Aleksandra Vasileva                                     | Israël Shani Bakanov Eliza Banchuk Alona Hillel Emili Malka Simona Rudnik                                                 |
| 5 ballons                   | Russie Milena An Mariia Fedorovtseva Anna Grosh Sofiia Iakovleva Nonna Nianina Elizaveta Tataeva                                                               | Bulgarie Kristiana Doycheva Kamelia Petrova Suzan Pouladian Maria Stamenova Gergana Trendafilova Aleksandra Vasileva                                     | Biélorussie Palina Aliaksandrava Antanina Katulina Palina Slancheuskaya Kseniya Svirskaya Varvara Yushko Daria Vyshnikova |
| 5 rubans                    | Russie Milena An Mariia Fedorovtseva Anna Grosh Sofiia Iakovleva Nonna Nianina Elizaveta Tataeva                                                               | Bulgarie Kristiana Doycheva Kamelia Petrova Suzan Pouladian Maria Stamenova Gergana Trendafilova Aleksandra Vasileva                                     | Israël Shani Bakanov Eliza Banchuk Alona Hillel Emili Malka Simona Rudnik                                                 |